# Тулумбе
Тулумбе (турски: tulumba tatlısı) су врста врло слатког десерта, колача, специфичног облика. Рађене су посебним шаблоном, који им даје звездасти облик у попречном пресеку. Прво се прже у уљу, а онда се ставе у течни шећер (шербет) у хладном простору„Колачи“, Загреб, 1986.
Тулумба је редовно јело македонске, бугарске и турске кухиње.
Посебна врста тулумби у облику ђеврека се може наћи на улицама и доковима Истанбула.